# هنا (فلم 2024)
هنا فيلم درامي أمريكي لعام 2024 من إنتاج وإخراج روبرت زيميكيس، الذي شارك في كتابة السيناريو مع إريك روث، مستندًا إلى الرواية المصورة الصادرة عام 2014 للكاتب ريتشارد ماكجواير. يتبع الفيلم أسلوبًا سرديًا غير خطي مشابهًا للرواية الأصلية فيستعرض تاريخ بقعة معينة من الأرض وسكانها، ممتدًا من العصور القديمة إلى القرن الحادي والعشرين. يمتاز الفيلم بتقنية تقسيم الشاشة لعرض أحداث من فترات زمنية مختلفة بالتزامن. يضم طاقم العمل نجومًا مثل توم هانكس وروبين رايت وبول بيتاني وكيلي رايلي، مع توظيف تقنية إزالة الشيخوخة الرقمية ليظهر الممثلون بأعمار متعددة تعكس تغيّر الزمن.

## المقدمة
تروي القصة الأحداث التي تحصل في جزء من جزيرة ما وسكانها وتبدا من الماضي إلى الحاضر لتنتقل بعدها للمستقبل.

## طاقم التمثيل
- توم هانكس والذي يؤدي دور ريتشارد يونق
- روبن رايت في دور مارغريت (زوجة ريتشارد)
- بول بيتاني في دور اي ال يونق (زوج روز ووالد ريتشارد)
- كيلي ريلي في دور روز يونق (زوجة اي ال يونق ووالدة ريتشارد)
- ميشيل دوكيري في دور السيدة هارتير
- جويلم لي في دور جون هارتير (زوج السيدة هارتير)
- أوفيليا لوفيبوند في دور ستيلا بيكمان (عارضة أزياء مثيرة)
- ديفيد فين في دور ليو (مخترع)
- ليزلي زيمسكي في دور اليزابيث فرانكلين
- لورين مككوين في دور اليزابيث الصغيرة
- بياو جادسون في دور اليزابيث المراهقة
- جونثان أريس في دور الأيرل هيققنز
- ألبي سالتير في دور جيمي
- هاري ماركوس في دور جيمي الصغير
- ليلي أسبيل في دور بيثاني
- جول أوليت دور رجل أصلي
- داني مككالوم في دور أمرأة أصلية
- نيكي اموكا بيرد في دور هيلين هاريس
- أنيا ماركوس هاريس في دور راكويل
- محمد جورج في دور ونستون
- ديكستير سول انسيل في دور الطفل الصغير مرتديا فستان
- ستوارت بومان في دور رجل أعمال
- دانييل بيتس في دور ويليام فرانكلين

## الإطلاق
عُرض الفيلم لأول مرة في مهرجان معهد الفيلم الأمريكي في 25 أكتوبر 2024، قبل إطلاقه في صالات السينما الأمريكية في 1 نوفمبر 2024. رغم تحقيقه 15.3 مليون دولار في شباك التذاكر، تلقى الفيلم تقييمات متباينة من النقاد.